# Bad Segeberg
Bad Segeberg (bis 1910 Segeberg, niederdeutsch Sebarg) ist eine deutsche Kleinstadt im Land Schleswig-Holstein. Sie ist Kreisstadt des Kreises Segeberg.

## Geographie

### Geographische Lage
Der zentrale Siedlungsbereich von Bad Segeberg hat sich am südwestlichen Ufer des Großen Segeberger Sees entwickelt. Das Gemeindegebiet erstreckt sich dabei im Westen und Nordwesten bis an den hier von Osten kommenden und nach Süden einschwenkenden Flusslauf der Trave. Der Bereich wird landschaftlich zur Großlandschaft Schleswig-Holsteinisches Hügelland gezählt, der wenige Kilometer weiter westlich in den Landschaftsraum der holsteinischen Geest übergeht. Innerhalb der Gemarkung befindet sich im Norden der Ihlsee mit dem ebenso benannten angrenzenden Waldareal, die gemeinsam das Naturschutzgebiet Ihlsee und Ihlwald ergeben.

### Gliederung des Stadtgebiets
Klein Niendorf und Christiansfelde liegen im Stadtgebiet.

### Nachbargemeinden
Direkt angrenzenden Gemeinden der Stadt Bad Segeberg sind:
| Schackendorf | Negernbötel, Groß Rönnau                    | Klein Rönnau        |
| Fahrenkrug   | Kompassrose, die auf Nachbargemeinden zeigt | Stipsdorf, Schieren |
| Högersdorf   | Klein Gladebrügge                           | Weede               |

### Geologie
Der Raum um Bad Segeberg weist erdgeschichtlich eine Besonderheit auf. Es handelt sich hier um das einzige Karstgebiet Schleswig-Holsteins, worauf unter anderem Erdfälle in der näheren Umgebung der Stadt hindeuten. Im Stadtgebiet gab es zu früherer Zeit Dolinen, welche heute allerdings größtenteils verfüllt und damit nicht mehr sichtbar sind. Einzige Ausnahme stellt der Kleine Segeberger See dar, welcher als wassergefüllter Erdfall am Fuße des 86,7 Meter hohen Segeberger Kalkbergs gelegen ist. Dieser ist mit seiner 1912 entdeckten Kalkberghöhle die erdgeschichtlich herausragendste Erscheinung des Segeberger Karstgebietes. Sie ist ein wichtiges Quartier für Fledermäuse und Heimat für den nur hier vorkommenden Segeberger Höhlenkäfer (Choleva septentrionis holsatica). Westlich der Stadt im Bereich zwischen den Orten Wahlstedt und Hartenholm liegt, bereits im Landschaftsbereich der Geest befindlich, der nach der Stadt benannte Segeberger Forst.

## Geschichte

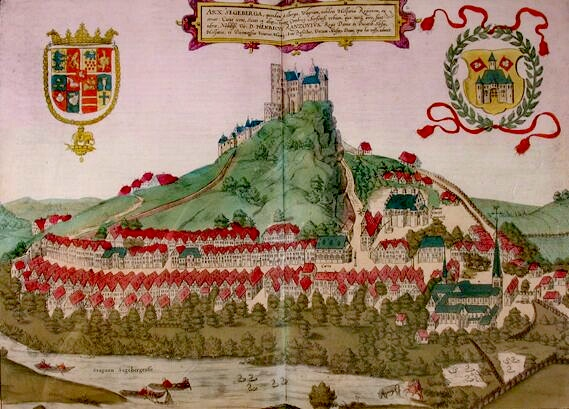
Arx Segeberga, quondam Aelberga, Wagriam, nobilem Holsatiae Regionem, exornat. – Aus den Civitates orbis terrarum von Braun und Hogenberg, Köln 1588

### Anfänge
Bad Segeberg verdankt seine Existenz einem Gipsfelsen, dem sogenannten Kalkberg, der nicht erst im Zeitalter des Burgenbaus zur Befestigung im Grenzland zwischen Sachsen und Slawen herausforderte. Knud Lavard erkannte die Wichtigkeit des damals an die ca. 120 Meter hohen Bergs und legte um 1128 in der Absicht, dort eine Burg zu errichten, „mansiunculas“ (Unterkünfte) darauf an. Diese erste mittelalterliche Bergbesatzung wurde jedoch im Auftrag Adolfs I. von Schauenburg und Holstein, der um Macht und Einfluss fürchtete, 1130 wieder beseitigt. Der Mönch und Missionar der Wagrier und Abotriten, Vizelin, machte Kaiser Lothar auf die strategische Bedeutung des Kalkbergs aufmerksam, woraufhin dieser 1134 eine erste Burg darauf errichten ließ, die den Namen Siegesburg (daher Segeberg) erhielt. Unweit des Berges wurden eine erste Kirche und frühe Klosteranlagen errichtet. Doch als wenige Jahre darauf Kaiser Lothar starb, „nutzte Pribislaw von Lübeck die Gelegenheit, raffte eine Räuberbande zusammen und zerstörte den Burgflecken Segeberg und alle umliegenden Orte, wo Sachsen wohnten, gründlich“ (Helmold von Bosau). Erst 1143 wurde die Burg von Adolf II. wiederhergestellt. Vizelin verlegte das nach Neumünster/Faldera ausgewichene Kloster nach Högersdorf, slawisch Cuzalina, und widmete sich verstärkt der Missionstätigkeit. Seit 1152 war südlich der Stadt, bei Gieschenhagen, ein mittelalterliches Hospital für Leprakranke nachweisbar, das St. Jürgenshof genannt wurde.
In den 1230er Jahren erhielt Segeberg das Lübische Stadtrecht.

### Ausbau Segebergs seit dem 15. Jahrhundert

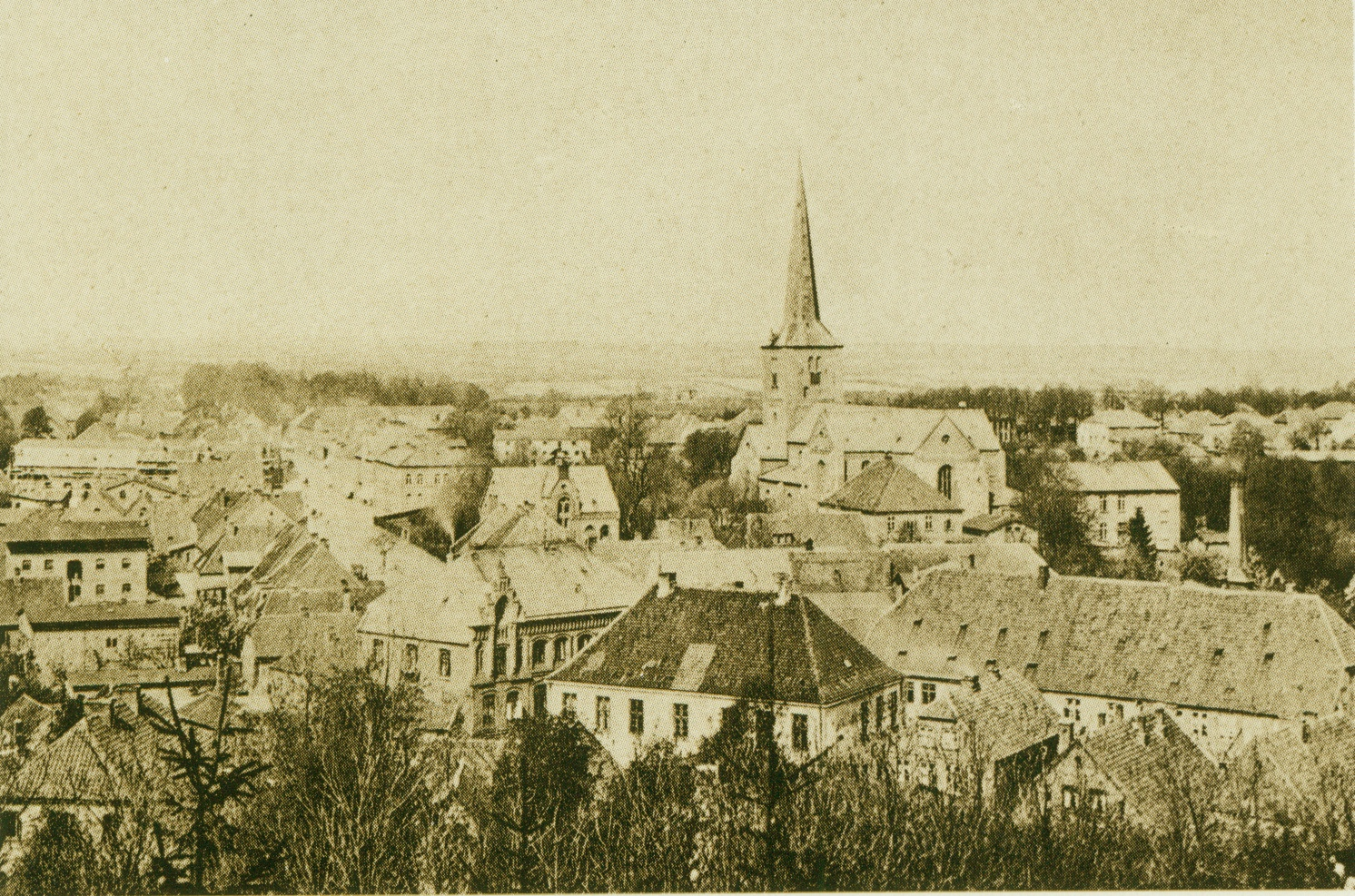
Blick vom Kalkberg um 1895, vorn das (alte) Rathaus, im Hintergrund die Marienkirche

Von Gerhard II. und Gerhard III. wurde die Befestigungsanlage auf dem Kalkberg ausgebaut, die 1459 in den Besitz Christians I. von Dänemark kam. Lange war Segeberg Sitz des königlich-dänischen Amtmannes. Der bekannteste von ihnen war Heinrich Rantzau im 16. Jahrhundert unter Friedrich II. von Dänemark. Unter Heinrich Rantzau wurde die 1534 während der Grafenfehde vom Lübecker Feldherrn Marx Meyer fast völlig zerstörte Stadt wieder aufgebaut. In der Blütezeit der zweiten Hälfte des 16. Jahrhunderts entstanden in der Folge einige wichtige Bauwerke in Segeberg, zum Beispiel das Rantzau-Palais, die Segeberger Pyramide (von der nur Überreste in der Rantzau-Kapelle erhalten sind) sowie ein Obelisk (von dem die untere Hälfte erhalten ist). Ein wieder aufgebautes Bürgerhaus von 1541 überdauerte als einziges alle nachfolgenden stürmischen Zeiten. Heute befindet sich darin das städtische Museum. Auf der bekannten, gleichfalls von Heinrich Rantzau beauftragten Stadtansicht der Frühen Neuzeit von Braun und Hogenberg sind alle wichtigen Gebäude abgebildet.
Am Ende des Dreißigjährigen Krieges zerstörten 1644 die Schweden als Vergeltungsmaßnahme die weitläufige Burganlage, anschließend wurde der Berg erstmals vom Gipfel her zur Gipsgewinnung abgebaut. Nach einem bis 1932 anhaltenden Bergbau ist heute vom einstigen Burgberg nur noch ein kleiner Rest und von der Siegesburg nur noch ein Rest des ursprünglich ca. 84 Meter tiefen Burgbrunnens erhalten. Die Stadt wuchs in der Folgezeit mit der Nachbargemeinde Gieschenhagen zusammen.
Die Segeberger Stadtcollegien beschlossen unter dem seit 1820 amtierenden Bürgermeister Ernst Esmarch, die Schleswig-Holsteinische Erhebung 1848 gegen den dänischen König mitzutragen. Nach dem verlorenen Krieg wurde Esmarch 1852 vom König entlassen. 1840 wurde das Schullehrerseminar für Holstein, das anfangs auch Esmarch leitete, aus Kiel hierher verlegt.
Im letzten Drittel des 19. Jahrhunderts (1875) bekam Segeberg Bahnanschluss.

### Entstehung des Solbades Segeberg

Prospekt zur Eröffnung des Kurhauses 1885, mit Dampfschifffahrt auf dem See

Durch den Abbau von Gips am Kalkberg (er wurde u. a. beim Bau des Lübecker Doms und der Segeberger Marienkirche verwendet) liegt der Gipfel heute nur noch 91 Meter, statt ehemals 120 m ü. NN. Das hier 1868 in einer Tiefe von 152 Meter, später auch in der Feldmark des nahen Stipsdorf erbohrte Steinsalzlager konnte wegen eingedrungenen Wassers nicht abgebaut werden; doch wurde die abfließende Sole mit einem Salzgehalt von etwa 20 bis 25 Prozent einige Zeit später für das Solbad benutzt.
Als Segeberg 1924 das Recht zuerkannt wurde, sich Bad zu nennen, hatte es die beste Zeit seines Curbetriebs bereits hinter sich. 1884 hatte der Kaufmann Heinrich Wickel, der in Helsinki vermögend geworden war, zu Soolbädern in sein Haus Oldesloer Straße 20 eingeladen und damit einen zeittypischen Gründungsrausch ausgelöst, der 1885 zum Bau eines pompösen Kurhauses (Architekten: Vermehren und Dohrn aus Hamburg) am Steilufer des Großen Segeberger Sees führte sowie zur Anlage von 14 Straßen in diesem Bereich und der Nachbargemeinde im Norden, Klein Niendorf, die 1937 eingemeindet wurde. Kurhaus und Park befanden sich in dieser Gemarkung, von wo aus das Unternehmen „Solbadkomplex“ mit der „Gaststätte Bellevue“ seinen Lauf nahm. Der Nachbarstadt Oldesloe, die schon seit 1813 Kurort war, sich aber erst ab 1910 Bad nennen durfte, wurde der Badeinspektor abgeworben. Als das Unternehmen im Strudel eines Betrugsskandals zu versinken drohte, gründeten einflussreiche Segeberger Bürger eine Aktiengesellschaft und führten es in ruhigere Gewässer. Zu den Kurgästen zählte 1885 und 1886 Martha Bernays aus Wandsbek, Braut des später weltberühmten Begründers der Psychoanalyse, Sigmund Freud.

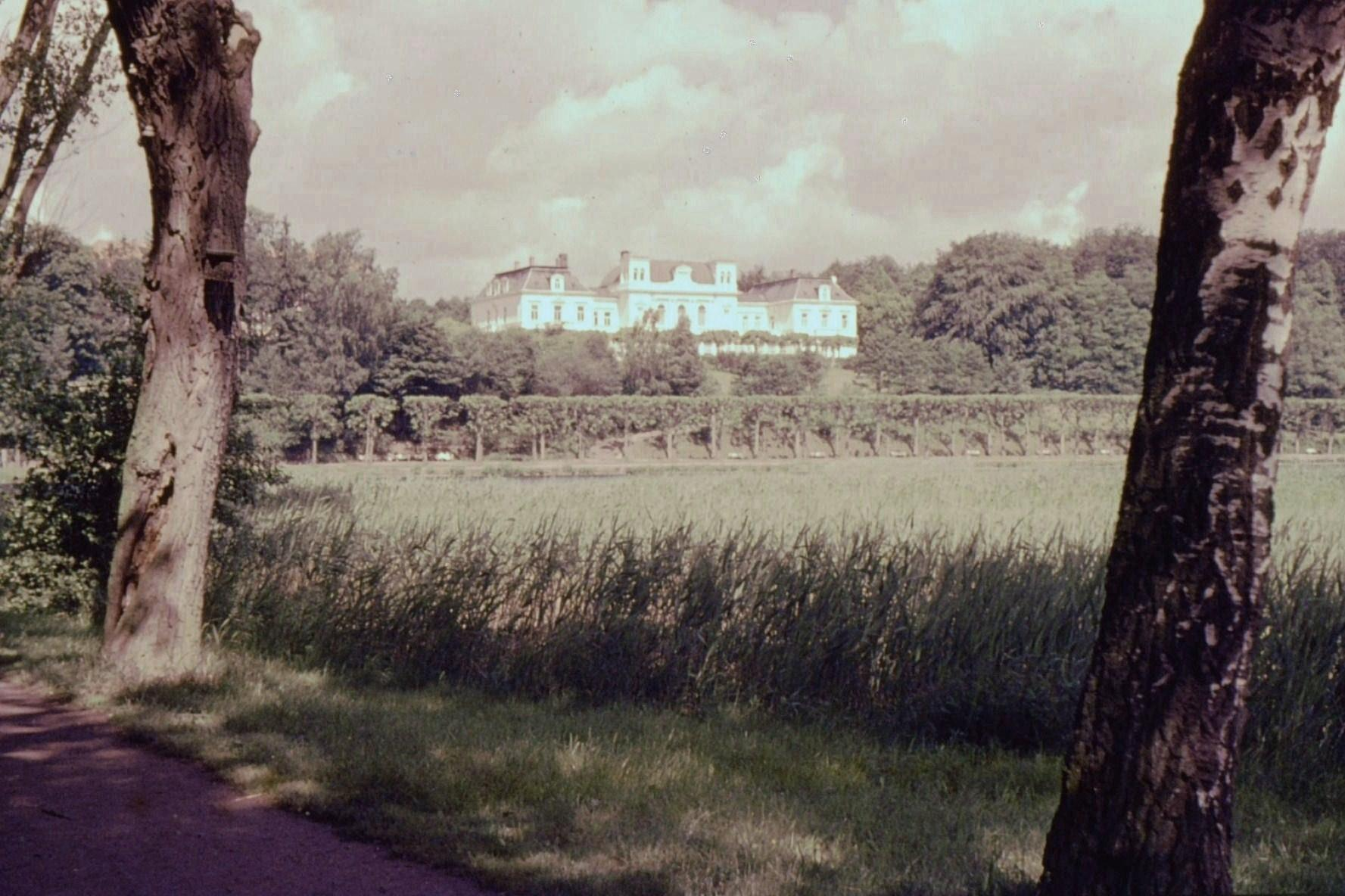
Das Segeberger Kurhaus 1960

Im Jahre 1913 heißt es in einem Bäderführer für Schleswig-Holstein und Lauenburg, Artikel Sol- und Moorbad Segeberg: „Das eigentliche Solbad liegt prächtig. Die Anlage besteht aus dem Badehause, dem Kurhotel und dem Logierhause. Alle Gebäude sind durch vollständig geschlossene Wandelbahnen miteinander verbunden und bilden einen monumentalen Bau von ragender Schönheit. Unmittelbar am See, auf einer 20 Meter hohen Terrasse gelegen, ist der Anblick des erleuchteten Kurhauses von geradezu feenhafter Wirkung.“ Im Ersten Weltkrieg brach der Kurbetrieb weitgehend zusammen und erholte sich in der folgenden krisenhaften Zeit nicht wieder. 1932 wurde die kränkelnde Aktiengesellschaft von der städtischen Solbad-GmbH übernommen, die freilich auch nicht verhindern konnte, dass das Kurhaus 1968 als nicht mehr wirtschaftlich abgerissen wurde; seine Trümmer wurden in einer sauren Wiese am Großen Segeberger See verklappt. An die Stelle des einstigen Kurhauses sind Gastronomie- und Klinikhochbauten getreten.

### Zeit des Nationalsozialismus
Bereits im Spätsommer, am 27. August 1929, gründete sich eine NSDAP-Ortsgruppe im Hotel Germania in Bad Segeberg. In der Folge bilden sich weitere Ortsgruppen im Kreis. Im Kreis Segeberg gelangen der NSDAP frühe Wahlsiege ab 1930. Der später führende Deutsche Christ, später Kommandeur in der Einsatzgruppe C, Ernst Szymanowski war ab Oktober 1933 durch Einflussnahme der lokalen Naziführer Propst in Bad Segeberg. Am 30. Juni 1933 wurde der Ortsgruppenleiter der NSDAP und SA-Führer Edgar Jeran bis September 1934 auch kommissarischer Bürgermeister und entließ jüdische Mitarbeiter (Grund für den Selbstmord Melanie Anuschats).
Am Ende hinterließ er der Stadt eine „inzwischen irreversible und in der Bevölkerung längst ungeliebte, offene Großbaustelle“. Er hatte im Februar 1934 ohne Ratsbeschluss die Anlage der Nordmark-Feierstätte in der durch den Gipsabbau am Kalkberg entstandenen Grube initiiert. Für die Genehmigung des auch als Arbeitsbeschaffung gedachten Projektes wandte Jeran sich an das Reichsministerium für Volksaufklärung und Propaganda, das diese noch im März 1934 erteilte. Den 1934 bis 1937 nach Plänen des Regierungsbaumeisters Fritz Schaller vom Nationalsozialistischen Arbeitsdienst, ab 1935 vom Reichsarbeitsdienst zur Nordmarkfeierstätte ausgebauten Thingplatz eröffnete 1937 Joseph Goebbels. Für den Transport der Arbeiter aus dem 10 km entfernten Arbeitsdienst-Lager Schafhaus wurden umständlich durch die Gemeinde zur propagandistisch verkündeten Kosteneinsparung ca. 90 Fahrräder angeschafft, um einen LKW-Transport zu vermeiden. Dennoch stiegen die fahrlässig unterschätzten Baukosten von ca. 20.000 RM auf ca. 110.000 RM. Seine Ersetzung durch einen ordentlichen Bürgermeister im September 1934 könnte außer mit seinem Finanzchaos mit der Zurückdrängung der radikalen SA nach dem angeblichen Röhm-Putsch zusammenhängen.
Mit der Regierungsübernahme im Januar 1933 wurden in Bad Segeberg in der Verwaltung und in öffentlichen Ämtern die Schlüsselpositionen durch NSDAP-Mitglieder besetzt. 1938 dringen Nationalsozialisten in der Nacht vom 9. auf den 10. November in die Synagoge ein und schänden sie. Das neben der Synagoge gelegene Warenhaus von Leo Baruch wird als letztes jüdischen Geschäft der Stadt geplündert. Die Eigentümerfamilie flüchtet nach Hamburg. 1938 werden die Häuser des jüdischen Kinderheimes und der jüdischen Haushaltungsschule in der Bismarckallee vom Kreis zu einem geringen Preis erworben. 1939 wird aus der Haushaltungsschule ein Landjahrlager-Heim, das von der Provinzregierung in Schleswig betrieben wird. Ab 1940 werden in der Margarinefabrik französischen Kriegsgefangenen als Zwangsarbeiter eingesetzt. Neben den Kriegsgefangenen gab es sogenannte „Ostarbeiter“, die in anderen Betrieben der Privatwirtschaft eingesetzt wurden. Gegen Ende des Krieges diente Bad Segeberg oft als Quartier für Flüchtlinge und ausgebombte Bürger aus den umliegenden Großstädten, wie etwa Hamburg, Lübeck oder Neumünster. Am 2./3. Mai 1945 werden Inhaftierte des Konzentrationslagers Neuengamme auf Todesmärschen nach Norden getrieben und passieren auch Bad Segeberg.
Im heutigen Kalkbergstadion finden seit 1952 alljährlich die Karl-May-Spiele, lokale Veranstaltungen sowie in den nachfolgenden Jahrzehnten Open-Air-Konzerte statt.
Im Zweiten Weltkrieg blieb Bad Segeberg von alliierten Luftangriffen verschont, trotz eines in der nahen Segeberger Heide liegenden Marinearsenals, das aber bis zum Kriegsende von den Alliierten nicht entdeckt wurde.
Während der Schlacht um Berlin, unmittelbar nach dem letzten Geburtstag Hitlers, am 20. April 1945, kamen vorbereitete Evakuierungsmaßnahmen der Reichsregierung, Reichsministerien und dem Sicherheitsapparat zur Ausführung. Alle Reichsminister sollten sich im dreißig Kilometer nordöstlich von Bad Segeberg gelegenen Eutin sammeln, da der Raum Eutin-Plön zu dieser Zeit noch kampffrei war. Ende April 1945 hatte Reichsfinanzminister Johann Ludwig Graf Schwerin von Krosigk seinen Wohnsitz beim Landrat Mohl in Bad Segeberg. Über die heutige Bundesstraße 432 fuhr dieser von dort täglich in seiner Maybach-Limousine nach Eutin und Plön, um dort an Gesprächen der verbliebenen Reichsregierung teilzunehmen. Am 2. Mai trafen sich des Weiteren in einem Waldstück zwischen Bad Segeberg und Bad Bramstedt der SS-Reichsführer Heinrich Himmler und Reichsminister Albert Speer. Im Anschluss zu diesem Treffen ließ sich Himmler über die Reichsstraße 206 nach Bad Bramstedt fahren, wo sich dieser von Wehrmachtsoffizieren über die militärische Lage informieren ließ. Am selben Tag flüchtete Hitlers Nachfolger Karl Dönitz mit der letzten Reichsregierung nach Flensburg-Mürwik. Auch von Krosigk verließ den Wohnsitz beim Landrat Mohl und flüchtete in den Sonderbereich Mürwik. Am 2. Mai erteilte Dönitz zudem den Befehl, die Truppen aus Hamburg abzuziehen. General Blumentritt vereinbarte mit den Briten eine Rückzugslinie vierzig Kilometer nordwestlich von Hamburg. Am 3. Mai 1945 begleitete der Kampfkommandant von Hamburg Alwin Wolz die von Hans Georg von Friedeburg geleitete deutsche Delegation zum britischen Hauptquartier bei Lüneburg. In der Villa Möllering unterschrieb Wolz sogleich die Bedingungen zur Übergabe der Stadt Hamburg. Noch am Nachmittag des 3. Mai 1945 marschierten die britischen Soldaten in Hamburg ein. Am selben Tag besetzten auch die Soldaten der elften britischen Panzerdivision mit ihren über hundert Panzern kampflos die Stadt Bad Segeberg. Der britische Kommandant richtete sich auf dem Marktplatz in einer Ansprache an die Bevölkerung. Er erklärte, dass der Krieg in Bad Segeberg vorbei sei und dass jeder sich an die Anweisungen der Briten zu halten habe, damit nichts zu befürchten sei. Einen Tag später am, 4. Mai 1945 unterschrieb Hans-Georg von Friedeburg bei Lüneburg im Auftrag von Dönitz die Kapitulation aller deutschen Truppen in Nordwestdeutschland, den Niederlanden und Dänemark. Der Zweite Weltkrieg endete schließlich mit der bedingungslosen Kapitulation am 8. Mai. Aber erst am 23. Mai 1945 wurden die Mitglieder der letzten Reichsregierung mit Karl Dönitz und dem Grafen Schwerin von Krosigk von den Briten in Mürwik verhaftet. Das Kriegsende und den Sieg feierten die britischen Soldaten in Bad Segeberg im Kalkbergstadion.
Bad Segebergs Einwohnerzahl hatte sich in und nach dem Krieg durch den Zuzug zahlreicher Flüchtlinge verdoppelt. Bad Segeberg versuchte die Flüchtlinge auf umliegende Dörfer zu verteilen.

### Bevölkerungsentwicklung
| Entwicklung der Einwohnerzahl ab Mai 1987 | Entwicklung der Einwohnerzahl ab Mai 1987 | Entwicklung der Einwohnerzahl ab Mai 1987 | Entwicklung der Einwohnerzahl ab Mai 1987 | Entwicklung der Einwohnerzahl ab Mai 1987 | Entwicklung der Einwohnerzahl ab Mai 1987 | Entwicklung der Einwohnerzahl ab Mai 1987 | Entwicklung der Einwohnerzahl ab Mai 1987 | Entwicklung der Einwohnerzahl ab Mai 1987 | Entwicklung der Einwohnerzahl ab Mai 1987 | Entwicklung der Einwohnerzahl ab Mai 1987 |
| Jahr                                      | 1987                                      | 1995                                      | 2003                                      | 2004                                      | 2005                                      | 2007                                      | 2009                                      | 2011                                      | 2012                                      | 2018                                      |
| ----------------------------------------- | ----------------------------------------- | ----------------------------------------- | ----------------------------------------- | ----------------------------------------- | ----------------------------------------- | ----------------------------------------- | ----------------------------------------- | ----------------------------------------- | ----------------------------------------- | ----------------------------------------- |
| Einwohner                                 | 14.584                                    | 15.595                                    | 16.076                                    | 15.931                                    | 15.975                                    | 16.013                                    | 15.877                                    | 15.713                                    | 15.767                                    | 17.267                                    |

## Religionen

### Christen
Die Mehrzahl der Einwohner ist evangelisch-lutherisch, es gibt drei evangelische Kirchengebäude. Außerdem gibt es eine katholische, eine neuapostolische und eine baptistische Gemeinde sowie eine Gemeinde Gottes und eine Gemeinde der Zeugen Jehovas.

### Juden
1730 ließen sich die ersten Juden in Segeberg nieder. 200 Jahre lang gestalteten sie eine kleine, lebendige Gemeinde mit knapp 100 Mitgliedern. 1792 legten sie ihren Friedhof an, der bis 1936 in Gebrauch war. Im evangelischen Dom St. Marien hängen zwei Kronleuchter, die der Jude Claus Schnack (1684–1738) stiftete, dessen Grabstein bis heute vor der Kirche steht. 1842 wurde in der Lübecker Straße 2 die Synagoge geweiht (1938 geschändet, 1962 abgerissen).
Ab 1908 unterhielt die Gemeinde ein Kinderheim, das ab 1920 Sidonie-Werner-Heim genannt wurde (die heutige Villa Flath) und ein Haus für sprachauffällige Mädchen („Bachmeier-Institut“).
Von knapp 90 jüdischen Bürgern Segebergs sind mindestens 55 namentlich bekannt, die nach 1933 ermordet oder in den Tod getrieben wurden. Als einziger Jude überlebte Jean Labowsky die Nazidiktatur in Segeberg, der 1946 bis 1952 Stadtdirektor war. Im Sommer 2007 wurde eine Straße nach ihm benannt.
Seit 2002 gibt es vorwiegend auf Grund der jüdischen Zuwanderung aus den GUS-Staaten wieder eine jüdische Gemeinde in Bad Segeberg. Auch der Landesverband der Jüdischen Gemeinden von Schleswig-Holstein (K.d.ö.R.) hat seinen Sitz in Bad Segeberg. Am 24. Juni 2007 eröffneten Ministerpräsident Peter Harry Carstensen und Landesrabbiner Walter Rothschild das neue jüdische Gemeindezentrum „Mishkan HaZafon“ (Stiftszelt des Nordens).

## Politik
- SPD: 6
- Grüne: 5
- BBS: 8
- CDU: 11

### Stadtvertretung
- CDU: 11
- Grüne: 5
- SPD: 6
- BBS: 8

Die Stadtvertretung ist die kommunale Volksvertretung der Stadt Bad Segeberg. Über die Zusammensetzung entscheiden die Bürger alle fünf Jahre. Die letzte Kommunalwahl fand am 14. Mai 2023 statt. Diese führte bei einer Wahlbeteiligung von 45,3 % zu nebenstehender Zusammensetzung der Stadtvertretung. Die FDP ist nicht mehr im Stadtrat vertreten.
Vorsitzende der Stadtvertretung und damit Bürgervorsteherin ist seit 2018 Frau Monika Saggau (CDU); 2023 wurde sie im Amt bestätigt.

### Wappen
Blasonierung: „Auf einem von Silber und Blau im Wellenschnitt geteilten Dreiberg in Silber eine rote Ziegelburg, bestehend aus einer beiderseits von je zwei runden, niedrigen Zinnentürmen flankierten Zinnenmauer mit schwarzer, rundbogiger Toröffnung, darin ein hochgezogenes, goldenes Fallgitter, und aus einem hohen Mittelturm hinter der Mauer mit blauem, in eine Kugel auslaufendem Spitzdach und einer beiderseits ausladenden, durch schräge Streben unterstützten Zinnenplatte; der Turm beiderseits auf der Höhe der Mauer besteckt mit einer an blauer Stange schräg herausragenden, silbernen, hochrechteckigen Flagge mit rotem Zackenrand.“

### Flagge
Blasonierung: „In der Mitte eines weißen, oben und unten von einem schmalen, roten Streifen begrenzten Tuches, etwas zur Stange hin verschoben, die Burg des Stadtwappens, doch mit weißer Toröffnung und blauem Fallgitter.“

### Städtepartnerschaften
Bad Segebergs Partnerstädte sind:
- Riihimäki, Finnland, seit 1954
- Kiryat Motzkin, Israel, seit 1984
- Teterow, Deutschland, seit 1990
- Vöru, Estland, seit 1991
- Złocieniec, Polen, seit 1995

## Wirtschaft und Infrastruktur

### Verkehr

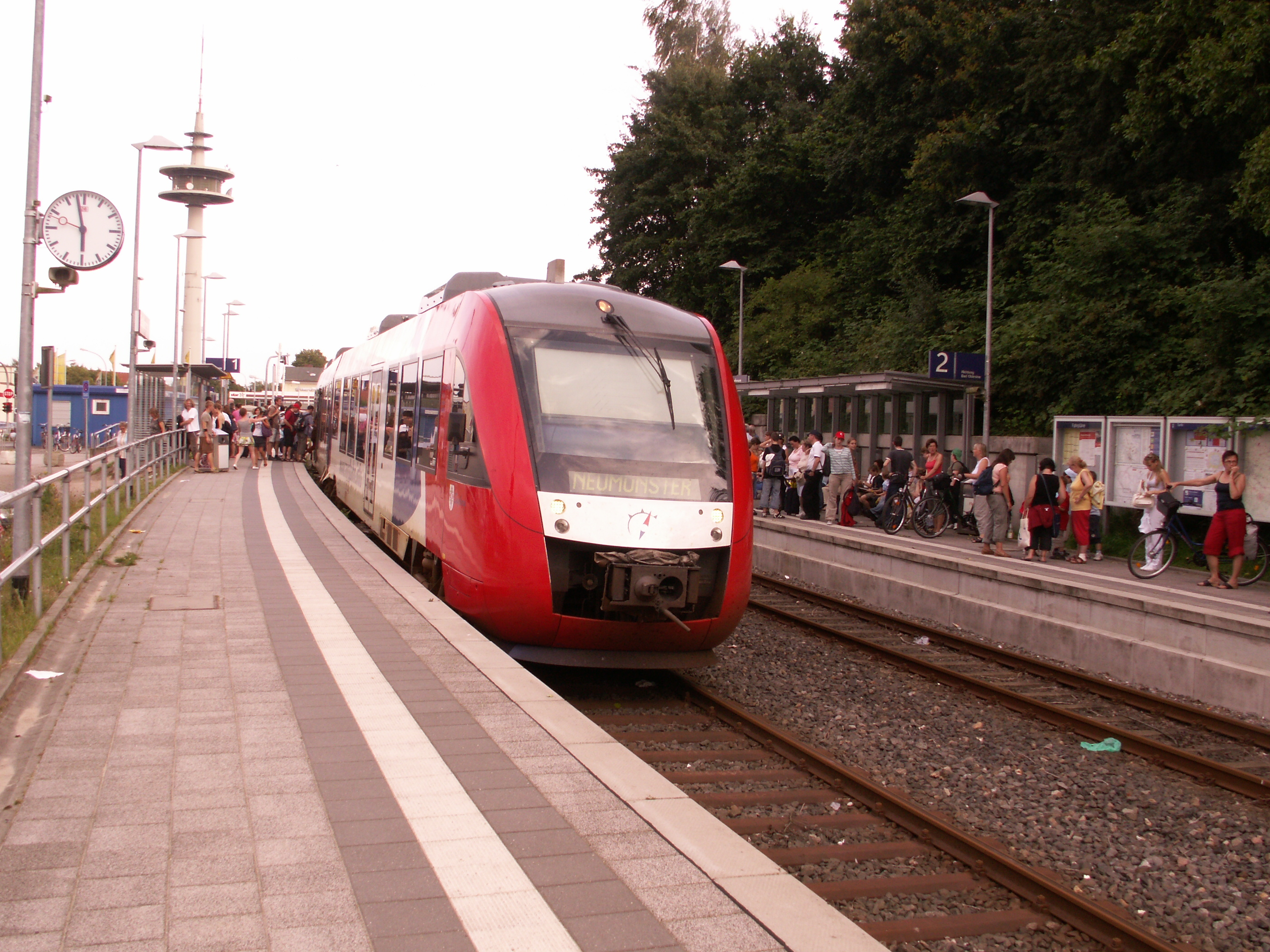
Bahnhof Bad Segeberg, in der Ferne sichtbar das Dach des früheren Empfangsgebäudes

In Bad Segeberg kreuzen sich die Bundesstraßen 206 und 432 mit der Bundesautobahn 21. Unmittelbar nördlich von Segeberg zweigt die B 205 von der A 21 Richtung Neumünster ab. Die A 20 soll in den nächsten Jahren nach Bad Segeberg verlängert werden. Es gibt eine Debatte darüber, ob der südliche Teil der B 432 stillgelegt und auf die jetzige Trasse der B 206 verlegt werden soll.
Seit 1875 besteht ein Bahnhof an der eingleisigen Bahnstrecke Neumünster–Bad Oldesloe. Der Abschnitt nach Neumünster war vom 29. September 1984 bis zum 15. Dezember 2002 im Personenverkehr stillgelegt. Seitdem wird die Strecke von Bad Oldesloe bis Neumünster von der Eisenbahngesellschaft nordbahn als Regionalbahn RB 82 (früher R 11) (bis Rickling im Hamburger Verkehrsverbund) betrieben. Der Bahnhof wurde dafür um einige hundert Meter nach Norden in ein Industriegebiet verlegt. In diesem Bereich befand sich von 1911 bis 1961 der Kieler Kleinbahnhof der Kleinbahn Kiel–Segeberg. Südlich des alten Segeberger Bahnhofs lag zwischen 1916 und 1964 der Lübecker Kleinbahnhof der Lübeck-Segeberger Eisenbahn, auf deren Trasse heute die Bundesstraße 206 nach Osten aus der Stadt nach Lübeck führt.

### Ansässige Unternehmen

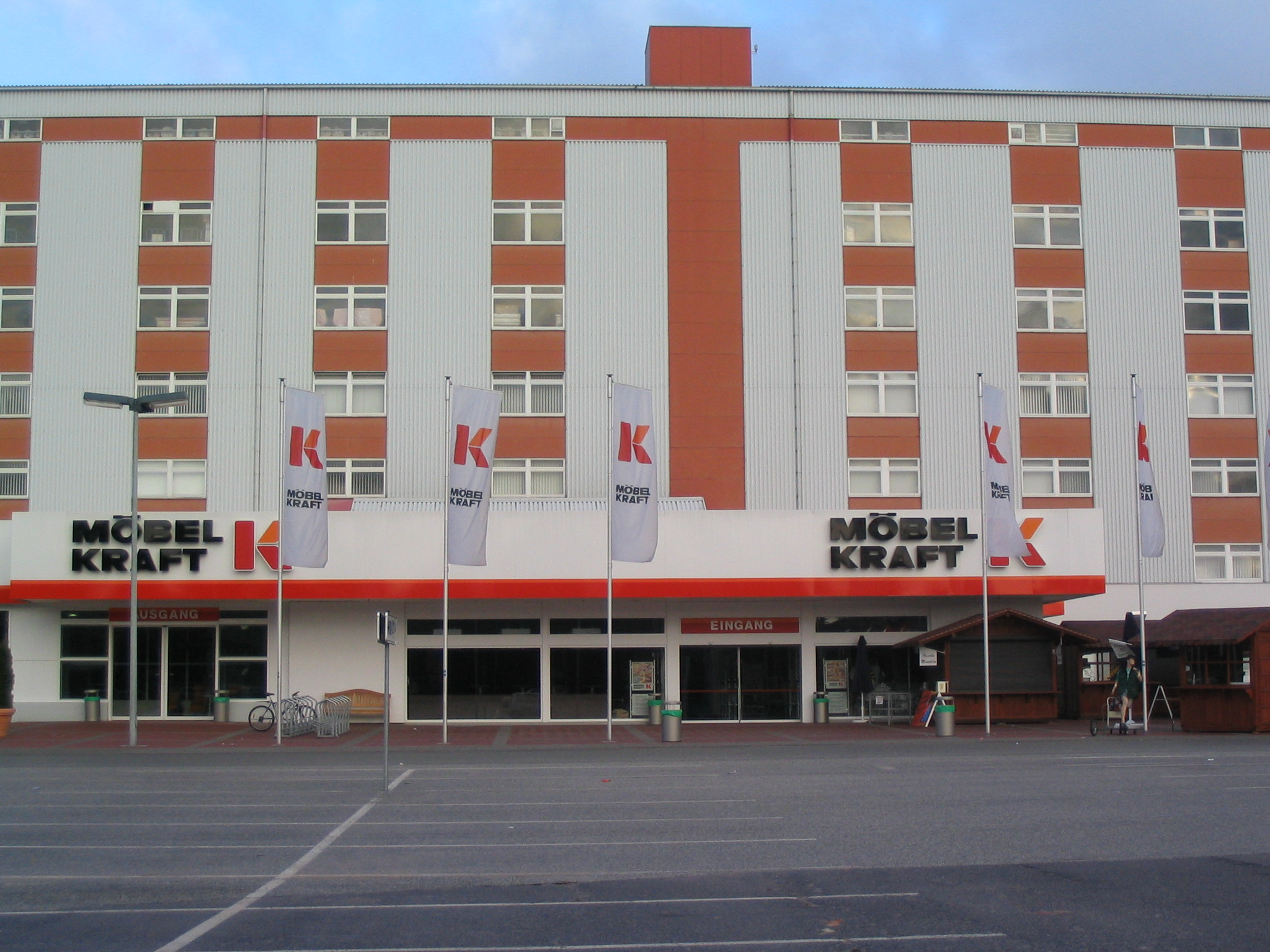
Haupteingang von Möbel Kraft

Überregional bekannt ist Möbel Kraft. Das Unternehmen wurde 1893 in Bad Segeberg gegründet und ist heute mit 45.000 Quadratmetern Verkaufsfläche das größte Möbelhaus in Norddeutschland.
Größtes Unternehmen mit über 2000 Mitarbeitern sind die Segeberger Kliniken. Mit einem Herz- und Gefäßzentrum und einer der größten neurologischen Rehabilitationskliniken in Deutschland ist das Unternehmen weit über die Grenzen Schleswig-Holsteins hinaus bekannt.
Bad Segeberg ist der Sitz der Kassenärztlichen Vereinigung Schleswig-Holstein und der Ärztekammer Schleswig-Holstein.

### Medien
In Bad Segeberg erscheinen die Segeberger Zeitung sowie eine Lokalausgabe der Lübecker Nachrichten. Radio Bad Segeberg ist ein Außenstudio des Offenen Kanals Lübeck. Als Anzeigenblätter mit lokaler Berichterstattung erscheinen Basses Blatt (Basses Blatt Verlag GmbH), der nord express (C. H. Wäser) sowie das Stadtmagazin Bad Segeberg (Regenta GmbH).

### Schulen und Bildungseinrichtungen

#### Allgemeinbildende Schulen
Schülerzahlen aus dem Schuljahr 2019/2020.
- Förderzentren (FöZ)
  - Trave-Schule (FöZ Geistige Entwicklung), Burgfeldstraße, 103 Schüler in 13 Klassen, 15 Betreute
- Grundschulen (GS)
  - Franz-Claudius-Schule (GS und FöZ Lernen), Falkenburger Straße, GS: 240 Schüler in 11 Klassen, FöZ: 41 Schüler in 4 Klassen, 147 Betreute
  - Heinrich-Rantzau-Schule, Schillerstraße, 362 Schüler in 16 Klassen
  - Theodor-Storm-Schule, Theodor-Storm-Straße, 244 Schüler in 12 Klassen
- Gemeinschaftsschulen (GemS)
  - GemS am Seminarweg, Am Seminarweg, 445 Schüler in 29 Klassen
  - Schule am Burgfeld (GemS mit gymnasialer Oberstufe), Falkenburger Straße, 776 Schüler in 37 Klassen
- Gymnasien
  - Dahlmannschule, Am Markt, 759 Schüler in 31 Klassen
  - Städtisches Gymnasium, Hamburger Straße, 779 Schüler in 33 Klassen

#### Berufsbildende Schulen
- Regionales Berufsbildungszentrum (BBZ) Bad Segeberg, Theodor-Storm-Straße, 2614 Schüler in 142 Klassen.
- Gesundheits- und Krankenpflegeschule der Segeberger Kliniken, Krankenhausstraße, 9 Schüler in 5 Klassen
- Ausbildungszentrum für Ergotherapie, Marienstraße, 65 Schüler in 3 Klassen

Schülerzahlen aus dem Schuljahr 2019/2020.

#### Sonstige Bildungseinrichtungen
- Imkerschule

Die Schleswig-Holsteinische Imkerschule in Bad Segeberg gehört zu den ältesten Imkerschulen in Deutschland. Sie wurde auf Initiative von Detlef Breiholz vom Schleswig-Holsteinischen Imkerverband in Preetz gebaut und 1908 eingeweiht. Der erste Leiter der Schule war Imkermeister H. Witt aus Havetoft. Als vordringliche Aufgabe sah der Verband damals die Notwendigkeit der Umschulung der Imker zur Gewinnung von Buchweizenhonig statt Heidehonig. Auch wurde die Einführung der Kasten- und Magazinimkerei (in Segeberger Beuten) statt der Haltung in Strohkörben propagiert. 1926 erhielt die Imkerschule die Anerkennung als „Staatlich anerkannte Lehr- und Versuchsanstalt für Bienenzucht Berufsfachschule für Imker“. 1930 wurde die Schule nach Bad Segeberg verlegt und von der Landwirtschaftskammer übernommen. Hier ist sie auch noch heute, wenn auch an einem anderen Platz und in verkleinerter Form. Träger ist wieder der Landesverband Schleswig-Holsteinischer und Hamburger Imker.
- Volkshochschule Bad Segeberg, Lübecker Straße

## Bauwerke und Sehenswürdigkeiten

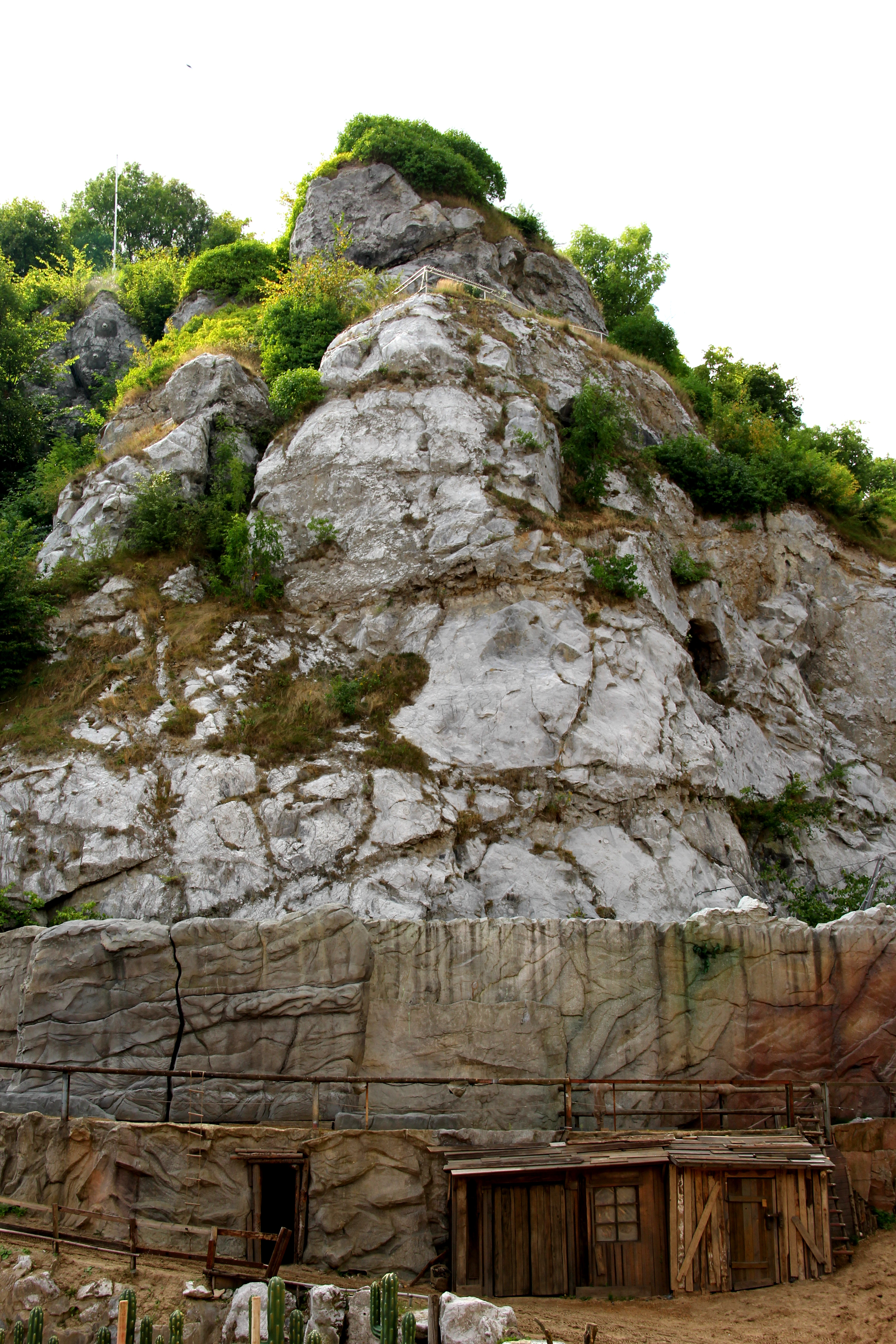
Kalkberg aus Perspektive der Karl-May-Festspiele

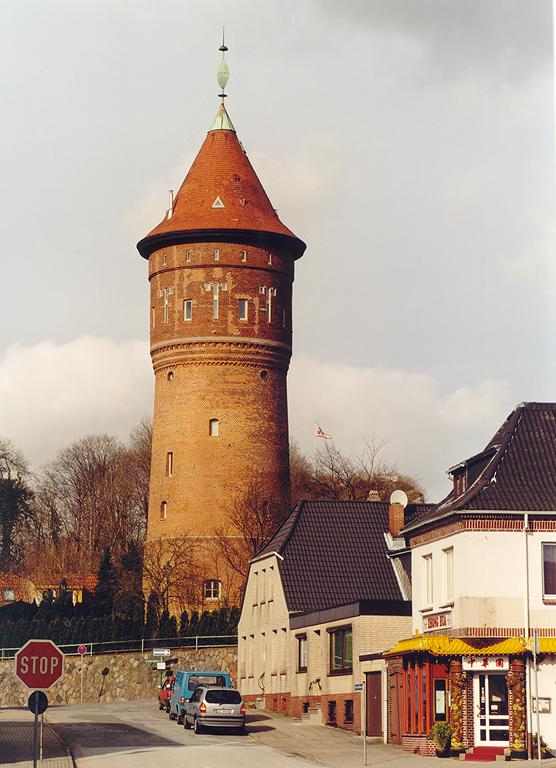
Segeberger Wasserturm

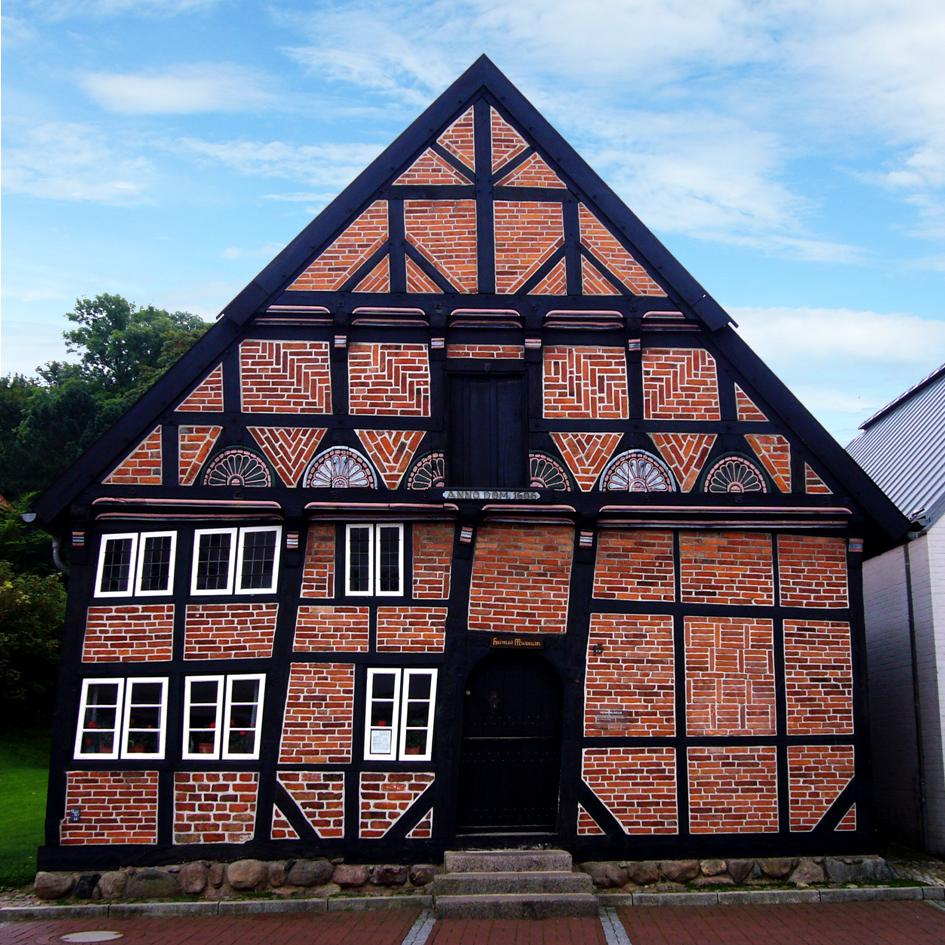
Giebelfassade von 1584/85 des Alt-Segeberger Bürgerhauses

In der Liste der Kulturdenkmale in Bad Segeberg stehen die in der Denkmalliste des Landes Schleswig-Holstein eingetragenen Kulturdenkmale. Das höchste Gebäude der Stadt ist der Fernmeldeturm Bad Segeberg.

### Kalkberg
Bereits im Jahre 1884, mit Beginn des Kurbetriebs, bemühte sich ein Verschönerungsverein um den Erhalt des Rest-Kalkberges, den er in Folge bepflanzte, mit Wegen und Bänken ausstattete und auf dem Gipfel mit einem Fernrohr bestückte. In dem Maße, in dem die Bedeutung des Gipfels als beliebter Aussichtspunkt für den wachsenden Fremdenverkehr ins Bewusstsein rückte, wurde der Gipsabbau begrenzt. Als Ersatz einer ursprünglichen Schutzhütte errichtete der Verein 1903 die erste Gastronomie, das „Bergschlösschen“ auf dem Berg, das nach dem Zweiten Weltkrieg seine weitgehend bis heute reichende Gestalt erhielt. Mit der Entdeckung der Kalkberghöhle im Jahre 1912 und der Einrichtung einer NS-Kultstätte 1934 bis 1937 gewann auch der Kalkberg selbst weiter an Bedeutung. Zuletzt wurde 1955 vom Gipfelweg aus ein Zugang zum Rand des rund 43 Meter tiefen Burgbrunnens gebaut, der einen Blick in den anfangs beleuchteten Brunnenschacht gewährt. Nach wie vor beliebter Aussichtspunkt, reicht der Blick vom Gipfel rundum weit ins Land und bei guter Sicht bis zu den Kirchtürmen Lübecks.

### Kalkberghöhle
Die Kalkberghöhle ist die nördlichste Schauhöhle und die nördlichste Karsthöhle Deutschlands. Entdeckt wurde sie 1913. Hier finden Führungen auf dem früher rund 600 Meter langen, inzwischen aus Sicherheitsgründen auf rund 300 Meter verkürzten, Führungsweg statt. Die Höhle wird von vielen Asthmatikern besucht, da sie eine Luftfeuchtigkeit von fast 100 Prozent aufweist. Zudem gibt es in der Kalkberghöhle eine nur hier vorkommende Tierart, den Segeberger Höhlenkäfer.

### Noctalis – Welt der Fledermäuse
Auf vier Stockwerken und über 560 Quadratmetern Ausstellungsfläche erfährt man im Noctalis viel Wissenswertes über Fledermäuse. Im oberen Stockwerk befindet sich ein Noctarium, in dem über 100 Kurzschwanzblattnasen leben.

### Wasserturm
Der in der Nähe des Kalkbergs aufragende 40 Meter hohe Wasserturm wurde Anfang des 20. Jahrhunderts errichtet. Heute ist er nicht mehr in seiner ursprünglichen Funktion in Betrieb. Ein Architekt nutzte den Wasserturm, nachdem er einen Fahrstuhl eingebaut hat, zwischenzeitlich als privaten Wohnsitz. Seit August 2020 ist der Wasserturm ein Hotel.

### Museum Alt-Segeberger Bürgerhaus
Das älteste Haus Bad Segebergs liegt in der Lübecker Straße in der Segeberger Altstadt direkt neben dem Rathaus. Nach dem Stadtbrand von 1534 war das Bürgerhaus bereits im Jahre 1541 als Hallenhaus in Fachwerkbauweise entstanden und wurde in den folgenden Jahrhunderten etliche Male umgebaut und erweitert. Seit seiner grundlegenden Sanierung 1963/64 diente es bis 2011 als „Heimatmuseum“ der Stadt Bad Segeberg. Mit der Übernahme der Trägerschaft durch die Volkshochschule Bad Segeberg im darauf folgenden Jahre zeigt das nunmehrige „Museum“ in seinen historischen Räumen zwei neu konzipierte Dauerausstellungen zur Entwicklung bürgerlicher Wohnkultur seit der Frühen Neuzeit und zur 800-jährigen Stadtgeschichte Segebergs.

### Altes Rathaus
Neben dem neuen Rathaus in der Lübecker Straße liegt das Alte Rathaus, ein anmutiger Bau aus dem Biedermeier, als Segeberg mit Gieschenhagen vereint wurde. Über die Stufen ist Theodor Storm gegangen, als er um seine Cousine Constanze, die Tochter des damaligen Bürgermeisters Johann Philipp Esmarch, warb, die 1846 hier im Rathaus seine Frau wurde.

### Marienkirche
Im Stadtzentrum steht die Marienkirche, eine dreischiffige Backsteinbasilika im romanischen Stil – ähnlich den jüngeren Domen in Lübeck und Ratzeburg.

### Rantzau-Kapelle
Heinrich Rantzau errichtete 1588 auf einem Hügel an der Hamburger Straße die Segeberger Pyramide zum Andenken an König Frederik II. von Dänemark. Da er sie aus dem Mineral des Kalkbergs (Anhydrit) bauen ließ, das unter Wassereinfluss Volumen und Kristallstruktur verändert, verfiel sie ebenso wie der benachbarte Rantzau-Obelisk. Die Überreste wurden 1770 mit der heutigen Kapelle überbaut. Darin ist die originale Gedenktafel aus dem 16. Jahrhundert noch zu besichtigen, ein lateinisches Denkmal der Freundschaft zwischen einem Deutschen und einem Dänen aus einer für Schleswig-Holstein segensreichen Epoche, die sich nicht zuletzt der dänischen Herrschaft (pax danica) verdankte.

### Versöhner-Kirche
In der Südstadt ist an der Falkenburger Straße die Versöhner-Kirche zu finden. Dieser Bau wurde 1964 eingeweiht und wird heute als Gemeindekirche sowie als Jugendkirche des Kirchenkreises Segeberg genutzt. Als solche ist sie Eventkirche.

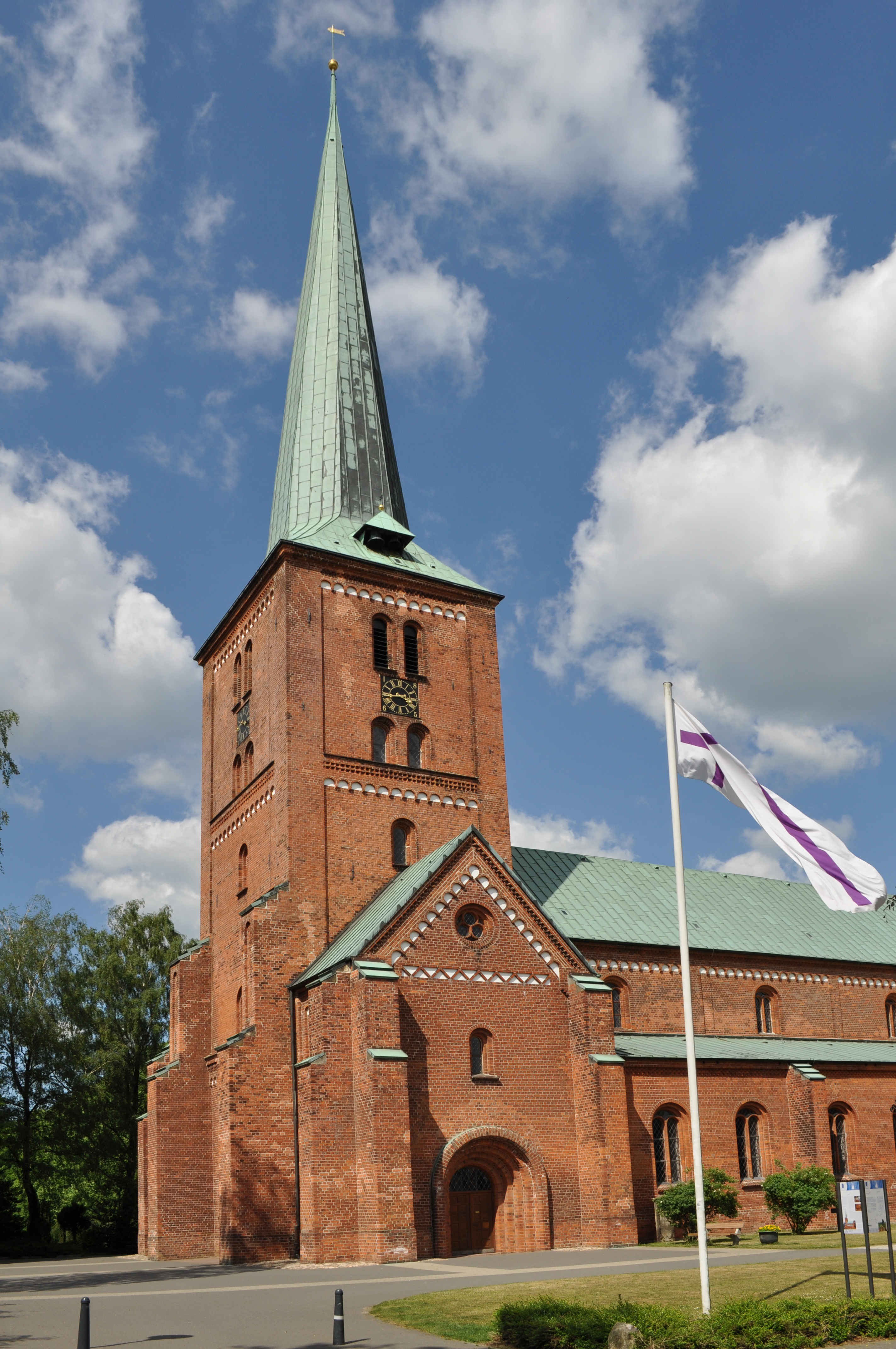
Marienkirche
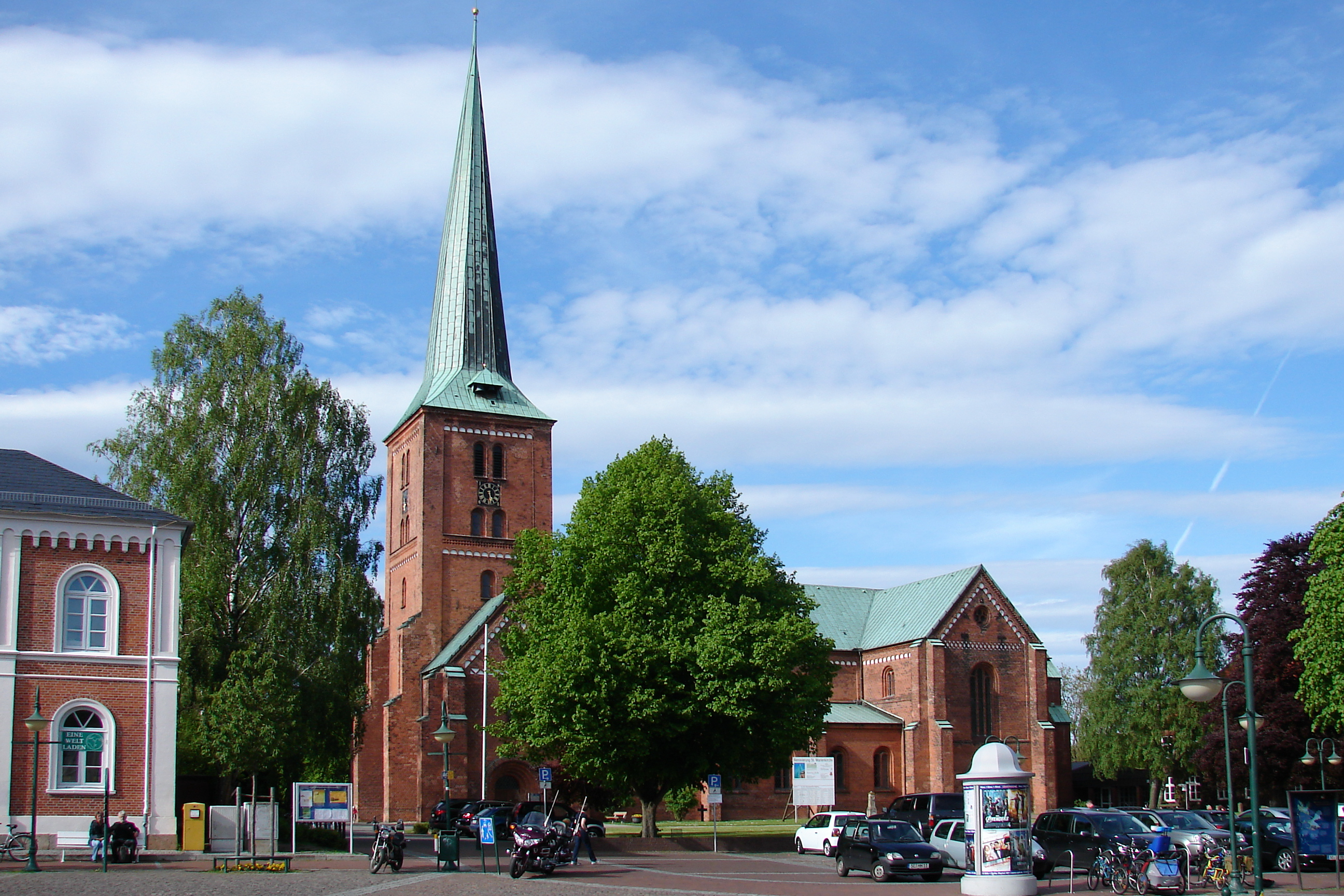
Marienkirche von der Fußgängerzone
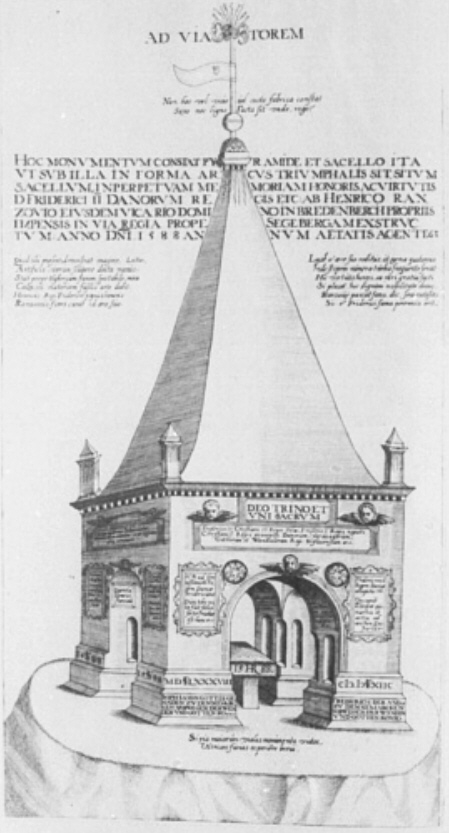
Entwurf der Rantzau-Kapelle aus dem Jahre 1584
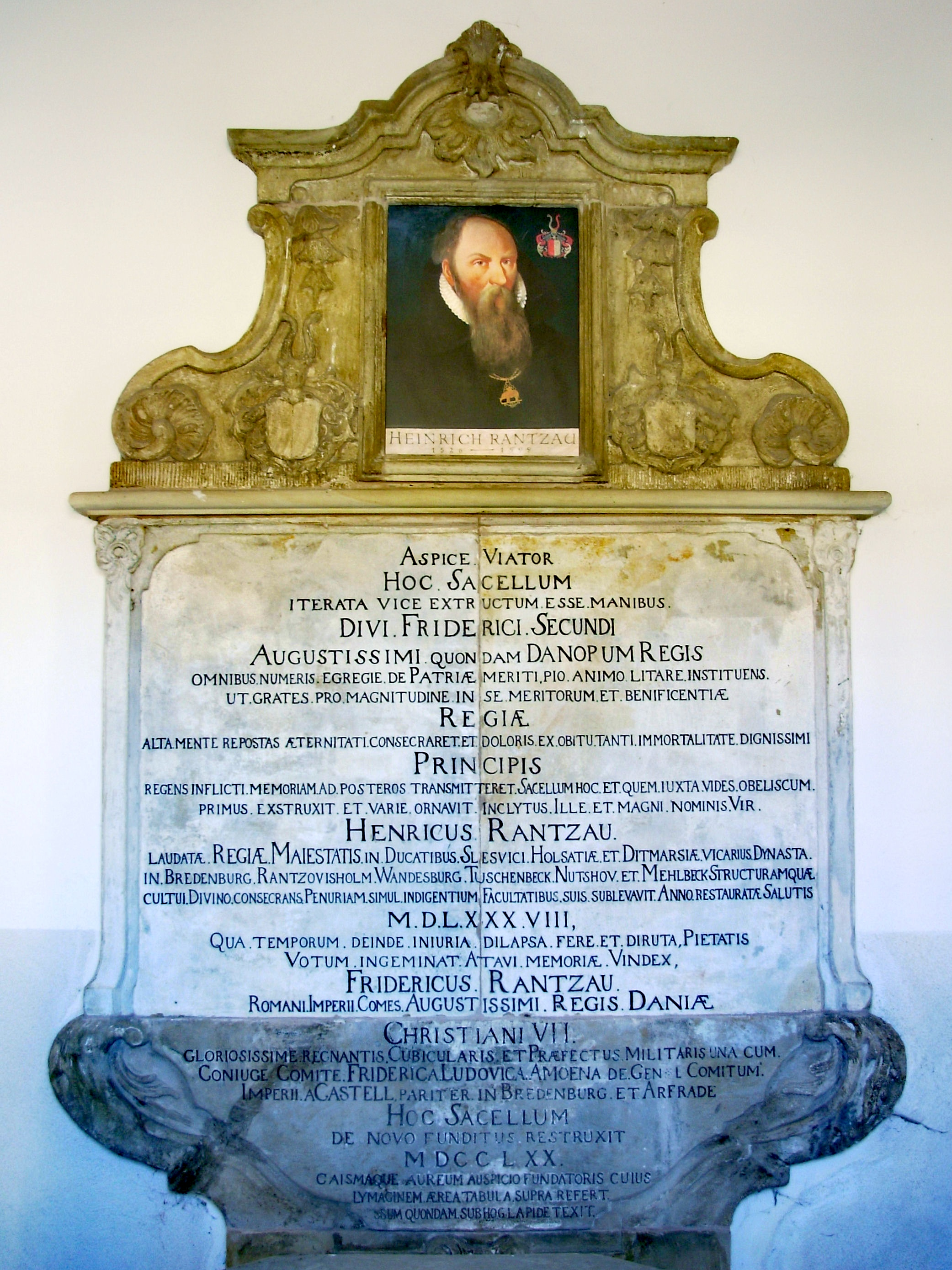
Von Heinrich Rantzau 1588 gesetzte Erinnerungstafel für Frederik II. in der heutigen Rantzau-Kapelle.

### Dahlmannschule

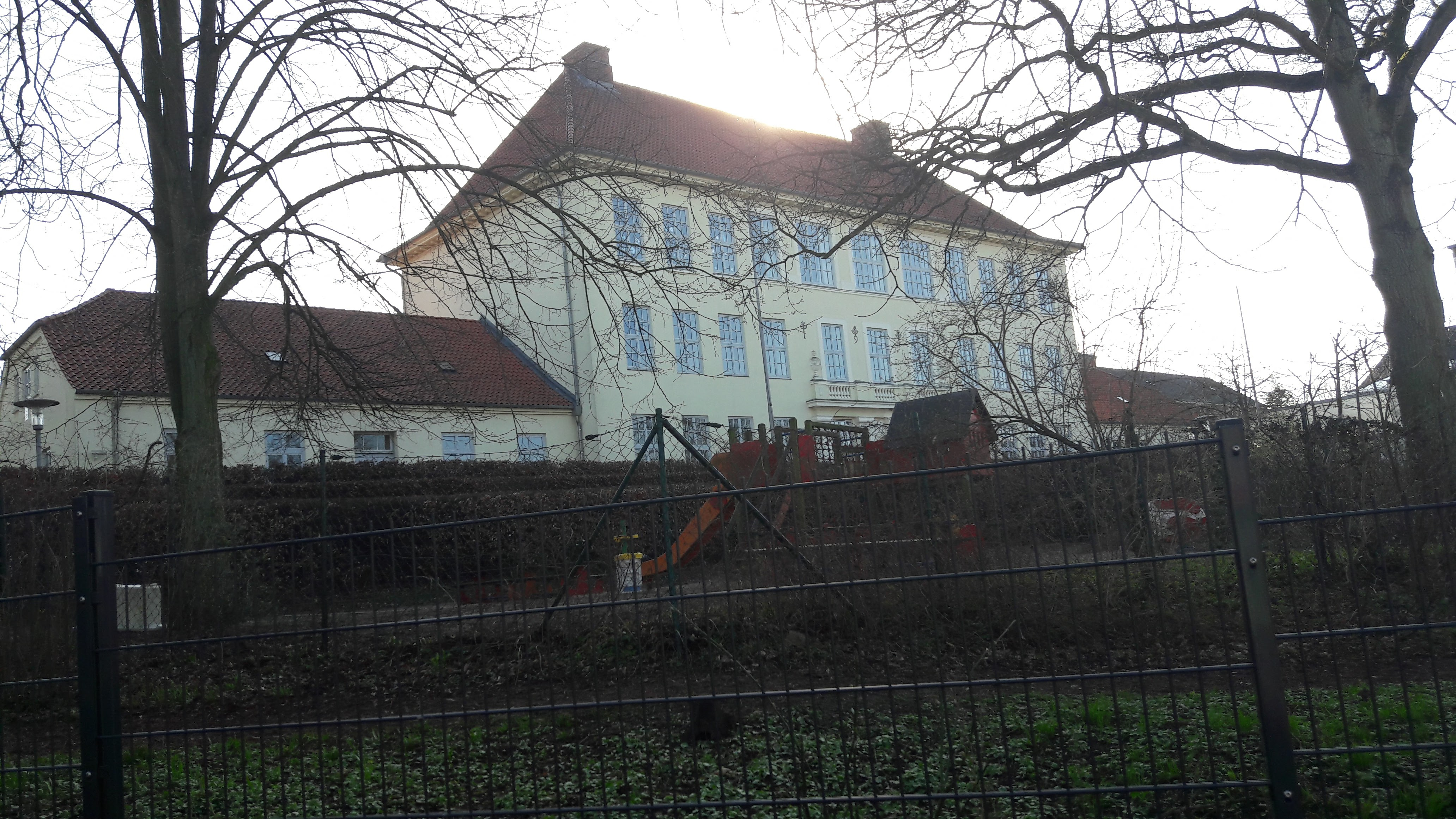
Dahlmannschule, 2017

Der Marienkirche gegenüber am Markt liegt das frühere Lehrerseminar von Holstein (1839–1925), seit 1927 Gymnasium mit dem Namen Dahlmannschule, benannt nach Friedrich Christoph Dahlmann. Mit den Seitenflügeln für Hausmeister- und Direktorenwohnung ein Bau von klassizistischer Symmetrie, durch die Aufstockung nach einem Brand 1915 etwas überhöht. Die Dahlmannschule wird heute von circa 800 Schülern besucht. Es unterrichten circa 60 Lehrer. Hier legten u. a. Malte Hossenfelder, Reinhard Brandt, Dietrich Feldhausen, Günter Willumeit und Maria Jepsen das Abitur ab.

### Landesturnierplatz

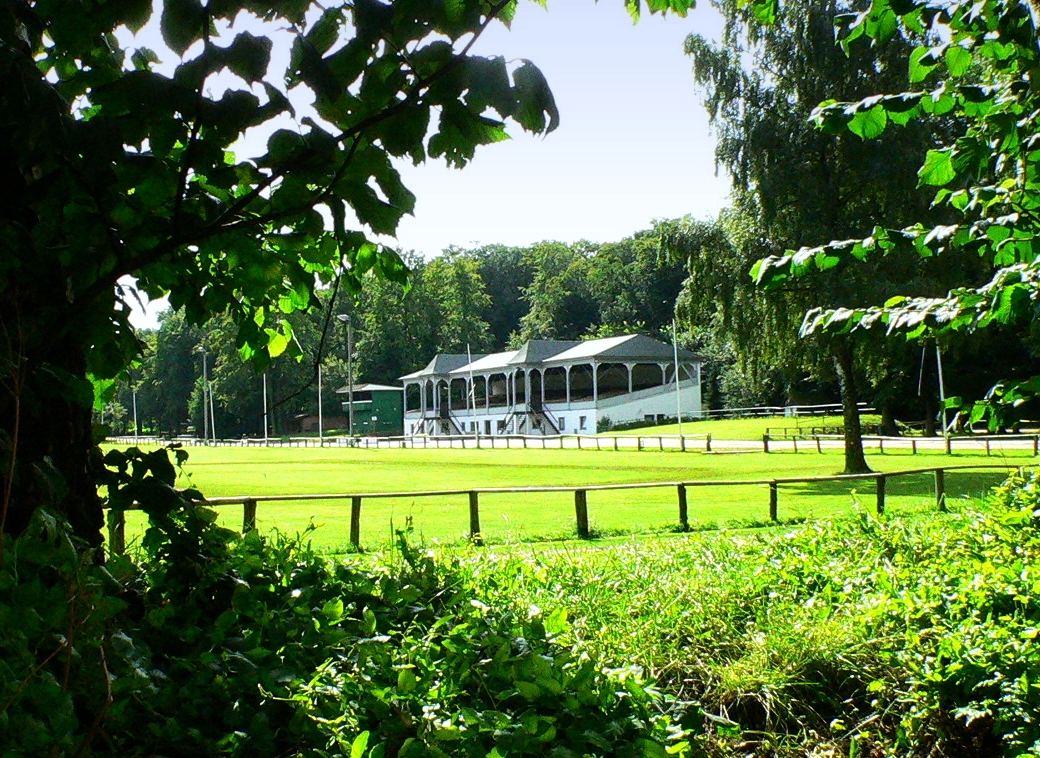
Landesturnierplatz Tribüne

Auf der Rennkoppel an der Eutiner Straße fand 1905 der erste Pferderenntag statt. Das Gelände wurde in den Folgejahren als Turnierplatz mit zwei Dressurplätzen und einem Abreitplatz sowie einer Zuschauertribüne, einem Presse- und einem Richterturm ausgebaut. Seit 1929 ist die Rennkoppel Landesturnierplatz des Landes Schleswig-Holstein im Eigentum der Stadt Bad Segeberg. Alljährlich finden hier mehrere große Pferdesportveranstaltungen statt, so das Fest des Pferdesports, das Deutsche Quadrillen-Championat, das Bundesbreitensportfestival der Reiterei mit über 1000 aktiven Teilnehmern und die Landespferdeleistungsschau Schleswig-Holstein mit der Deutschen Meisterschaft der Fahrer sowie der Schleswig-Holstein/Hamburger Meisterschaft in Dressur und Springen. 1975 wurde gleichzeitig mit diesem Landesturnier die Europameisterschaft der ländlichen Reiter durchgeführt.
Auf dem Landesturnierplatz fand von 1962 bis 2007 jedes Jahr das öffentliche Gelöbnis der Holsteiner Grenadiere statt, die bis zur Auflösung des Panzergrenadierbataillons 182 am 31. Dezember 2008 in Bad Segeberg stationiert waren.

### Wanderwege
Durch die Stadt verläuft der Naturparkweg, der die fünf Naturparks in Schleswig-Holstein für Wanderer verbindet. Im Norden noch auf Stadtgebiet befindet sich das Natura-2000-Naturschutzgebiet Ihlsee und Ihlwald.

### Verschiedene Denkmäler

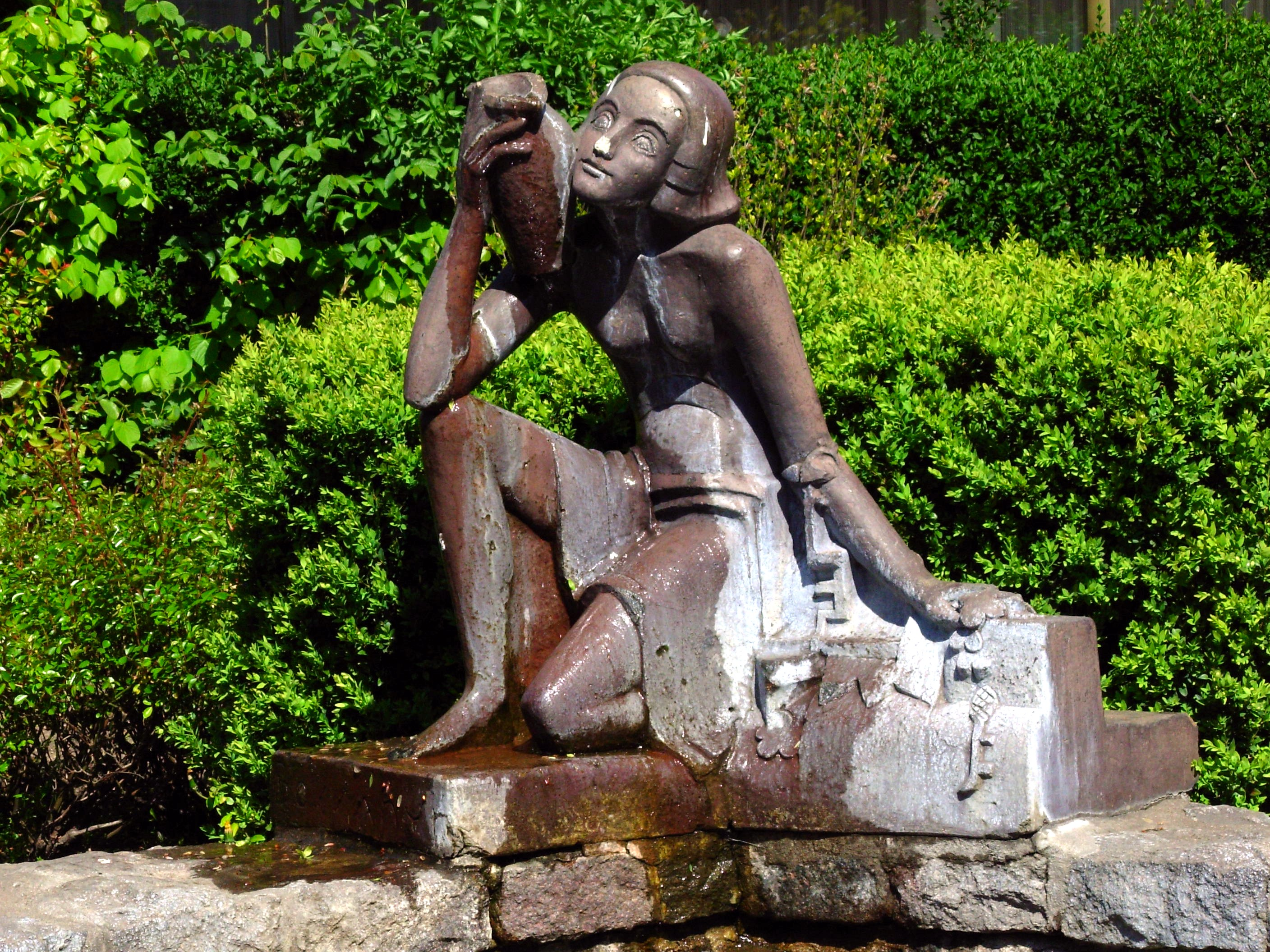
Brunnenfigur von Bossanyi

In der Bismarckallee 5 befindet sich die Kunsthalle Otto Flath. Dasselbe und zwei weitere Häuser der Bismarckallee bildeten bis 1939 das Sidonie-Werner-Heim, eine Einrichtung für bedürftige jüdische Kinder, benannt nach der Hamburger Sozialpolitikerin Sidonie Werner.
An der Gabelung von Kurhausstraße und Große-See-Straße steht ein Brunnen mit der anmutigen Figur einer halb Knienden, geschaffen 1928 von dem ungarischen Bildhauer und Glasmaler Ervin Bossányi, der vor dem Nationalsozialismus nach England floh, wo er unter anderem für die Kathedrale von Canterbury eindrucksvolle Glasfenster schuf. Die Brunnenfigur wurde in der Nacht auf den 1. Januar 2013 von unbekannten Rowdys zerstört und ist nach der Restaurierung durch den Lübecker Bildhauer Josef Farkas seit 2014 wieder aufgestellt.
Vor der Jugendherberge am Kastanienweg findet sich eine Keramik von Tina Schwichtenberg: „Tipis der Sioux“.

### Regelmäßige Veranstaltungen
- Karl-May-Spiele am Kalkberg (Freilichtbühne)
- Europäische Fledermausnacht
- die Marienkirche ist eine der Spielstätten des Schleswig-Holstein Musik Festivals
- Landesbreitensportfestival Schleswig-Holstein

### Sportvereine
Zu den wichtigsten Sportvereinen gehören u. a. Eintracht Segeberg, MTV Segeberg und die Segeberger Power Dogs, ein Hundesportverein.

### Fördervereine
Für gesellschaftliches Engagement in Bad Segeberg stehen unter anderem der Förderverein der Freiwilligen Feuerwehr Bad Segeberg e. V., der Förderverein der Marienkirche e. V. und der Kindervogelschießenverein von Bad Segeberg e. V.

## Persönlichkeiten

### Ehrenbürger der Stadt Bad Segeberg
- 1843: Carl Wilhelm Ludwig von Rosen (1788–1853), dänischer Kammerherr und Amtmann
- 1871: Johann Philipp Ernst Esmarch (1794–1875), Justizrat und Bürgermeister Segebergs
- 1924: Otto W. Jürgens (1874–1962), Rechtsanwalt und belgischer Konsul
- 1929: Christian Friedrich Heinrich Wulff (1870–1936), Schriftsetzer und Zeitungsverleger
- 1971: Otto Flath (1906–1987), Holzbildhauer
- 1973: Artur Kraft (1903–1981), Möbelhausbesitzer
- 2007: Uwe Bangert (1927–2017), Maler, Grafiker und Zeichner
- 2018: Marlies Borchert (* ≈1944), geschäftsführende Gesellschafterin der Segeberger Kliniken GmbH[38]